# 艾力汗·吐烈
艾力汗·吐烈（維吾爾語：ئېلىخان تۆرە‎；1885年3月21日—1976年2月28日），乌兹别克裔作家、诗人、历史学者、政治和军事人物，出生在吉尔吉斯托克马克。 他是泛突厥主义者，在20世纪40年代初曾来到新疆，积极推动东突厥斯坦独立运动，曾担任东突厥斯坦共和国临时政府主席。

## 生平
- 艾力汗·吐烈是安集延的大毛拉。他早年曾在阿拉伯半岛、布哈拉学习古兰经经文及医学。1924年他因非法建立泛伊斯兰主义组织“木合代斯”遭苏联安全部门逮捕。[1]
- 1927年，他潜逃到中国新疆，定居伊宁，从事传教及行医。1937年，他被盛世才当局逮捕。1941年，他获释出狱，到伊犁，于伊宁拜图拉清真寺任伊玛目。 [1]
- 1944年东突厥斯坦共和国临时政府成立，艾力汗·吐烈任政府主席。他多次在群众大会上斥责“新疆是中国领土不可分割的一部分”的说法，宣传“东突厥斯坦是我们的祖国”等。1945年1月5日，在艾力汗·吐烈的主持之下，东突厥斯坦共和国临时政府第四次委员会议通过了九项宣言。
- 1946年东突厥斯坦共和国临时政府被撤销，同年7月28日，艾力汗·吐烈被苏联特种部队绑架，并被秘密带到乌兹别克苏维埃社会主义共和国塔什干，余生一直被软禁在那里。在塔什干期间，他撰写了《Türkistan Kaygısı》（突厥斯坦的悲剧）等著作。[1]
- 1976年，艾力汗·吐烈病逝。[1]